# Jeanne Mbenti
Jeanne Mbenti, également connue sous le pseudonyme de Norma Ichia, née le 25 février 1983 est une actrice camerounaise. Elle se fait connaitre grâce à son rôle dans le film Blanc d'Eyanga sorti en 2012. 

## Biographie
Jeanne Mbenti fait ses débuts en tant que danseuse à la maison des jeunes de la culture de Douala. En 2001, à l' atelier de musique et en 2002  toujours dans la même maison, elle arrive au théâtre et fait ses premières apparitions sur la scène dans le spectacle Les Petites histoires de Roland Fichet.
En 2004, elle joue dans La fille du Baobab de Dovie Kendo. En 2006, le metteur en scène Martin Ambara lui propose un rôle dans son  spectacle Roméo et Juliette...ASSEZ. En 2006, elle joue dans le spectacle Le jeu de la vengeance d'Essono Tsimi et mis en scène par Emery Noudjiep. Entre 2007 et 2008, elle effectue des tournées nationales et internationales au sein des centres culturels français de Douala, Yaoundé, Abidjan et de France.
En 2012, elle se fait remarquée par Thierry Ntamack à travers le film Retrouvailles bars de chez nous de Vincent Ndoumbé en 2011. La même année, elle décroche le rôle principal dans le film le Blanc d’Eyanga réalisé par Thierry Ntamack. Le long métrage rencontre un énorme succès et lui permet de se faire connaitre sur la scène nationale et internationale.
En 2013, Jeanne Mbenti crée son tout premier spectacle Mono au Congo Brazzaville. En novembre de la même année, elle fonde l'association  culturelle Afriri qui signifie « Espoir ». Elle n'obtient pas son visa pour la France tourner la deuxième partie du film Le Blanc D´Éyenga et est remplacée par Aicha Kamoise dans Le Blanc D´Éyenga 2.
En 2019, elle joue un rôle principaux dans la sitcom Tsini et Baba du réalisateur Cyrille Masso. Elle est sélectionnée comme membre du jury au festival Écrans noirs 2019 dans la catégorie films documentaires internationaux.
En 2022, elle joue dans la série Kongossa Lounge, une série originale Canal +, créée par Valery Ndongo et réalisée par Boris Oué,.
En 2024, elle joue le rôle principal dans la série Ewusu réalisée par Françoise Ellong.

## Filmographie

### Films
- 2012 : Le Blanc d'Eyenga
- 2017 : Engagement Mortel

- 2018 : A Man for The Weekend

### Séries
- 2016: Tsini et Baba[10]
- 2022: Kongossa Lounge
- 2024: Ewusu

## Prix et récompenses
- 2006: Prix Jeanne Abanda de la meilleure comédienne avec le spectacle Le jeu de la vengeance[11]
- 2021:  Meilleure comédienne de SITCOM au BALAFON Média Awards[12]